# رومبين

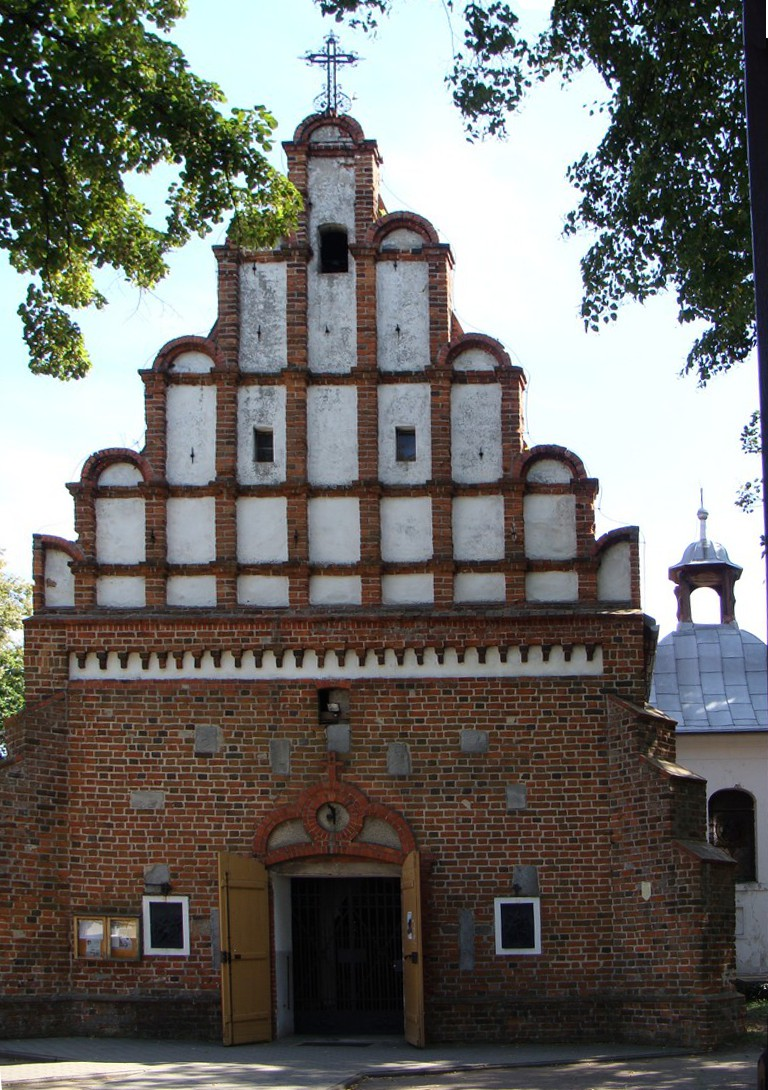
كنيسة ائية القديسين بطرس وبولس

رومبين (لغة بولندية: Rąbiń، لغة ألمانية: Rombin) هي قرية في محافظة بولندا الكبرى، وتقع في غمينا كوتشوين. لديه 365 نسمة و80 مترا فوق سطح البحر.